# Amdahl Corporation
Pour les articles homonymes, voir Amdahl.
Amdahl Corporation était une société américaine fondée par Gene Amdahl en 1970, spécialisée dans les ordinateurs compatibles IBM.
Amdahl a été un constructeur majeur d'ordinateurs centraux (mainframes) et plus tard de systèmes Unix, de systèmes de stockage et de télécommunications. Amdahl a été un concurrent important d'IBM et a détenu jusqu'à 8 % du marché des ordinateurs centraux.

## Historique
Amdahl a lancé son premier produit, l'Amdahl 470 V6, en 1975. C'est un concurrent direct des IBM/370, mais il était moins cher et plus rapide. Les deux premiers exemplaires ont été livrés à la NASA et à l'université du Michigan.
Parmi les autres modèles figurent les 470 V5, V7 et V8. Le V8, apparu en 1980, dispose de mémoire cache rapide et du premier véritable dispositif de virtualisation hardware appelé Multiple Domain Facility.
Gene Amdahl a quitté l'entreprise en 1980. Elle rachete l'entreprise canadienne DMR Consulting en 1995 puis la société a été rachetée par Fujitsu en 1997. DMR deviendra ainsi DMR-Fujitsu.